# Eloisa Coiro
Eloisa Coiro (Roma, 1 de diciembre de 2000) es una atleta italiana especialista en los 400 y 800 metros, así como en los relevos 4 x 400 metros.

## Carrera
Debutante en 2015, una de sus primeras participaciones fuera de Italia tuvo lugar en 2016, en el Campeonato Europeo de Atletismo Sub-18 celebrado en Tblisi (Georgia), donde corrió en 400 metros, llegando hasta las semifinales, acabando quinta con una marca de 56,98 segundos.
En 2018 participó en el Campeonato Mundial de Atletismo Sub-20 en Tampere (Finlandia), donde compitió en las modalidades de 800 metros y en los relevos de 4 x 400 metros, en las que se especializaría en adelante. En solitario alcanzó la segunda semifinal, siendo sexta en la carrera de la segunda serie, con un tiempo de 2:06,85 minutos. Por su parte, el combinado italiano de relevistas alcanzó la final, siendo octavas con 3:34,00 minutos de marca.
Para 2019, en el Campeonato Europeo de Atletismo Sub-20 de Borås (Suecia), Coiro rozó el podio en los 800 metros, acabando cuarta (2:04,12 min. de registro). Competiría más adelante en el Campeonato Europeo de Atletismo por Equipos de Bydgoszcz (Polonia), donde fue undécima, con 2:03,95 minutos.
Tras la paralización de muchos eventos deportivos en 2020, y de incluso los Juegos Olímpicos de Tokio 2020 por la pandemia de coronavirus, 2021 significó la reapertura de los espacios y la reanudación de aquellos torneos tanto retrasados como los que estaban previstos para ese año en el calendario. La primera cita importante tuvo lugar en la ciudad polaca de Toruń, con el Campeonato Europeo de Atletismo en Pista Cubierta, donde el equipo italiano de relevistas se quedó muy cerca del podio, siendo cuartas con 3:30,32 minutos.
La ocasión de llegar a las medallas le llegaría a Coiro en el Campeonato Europeo de Atletismo Sub-23 de Tallin (Estonia), donde terminó como la segunda mejor en los 800 metros, con un tiempo de 2:02,07 minutos. En el mismo certamen, el equipo de relevistas, con Coiro como participante, sería sexto en los 4 x 400 metros relevos, con 3:33,52 minutos de marca.

## Resultados

### Por temporada
| Representando a Italia | Representando a Italia                            | Representando a Italia | Representando a Italia | Representando a Italia | Representando a Italia |
| ---------------------- | ------------------------------------------------- | ---------------------- | ---------------------- | ---------------------- | ---------------------- |
| Año                    | Competición                                       | Lugar                  | Puesto                 | Modalidad              | Marca                  |
| 2016                   | Campeonato Europeo de Atletismo Sub-18            | Tblisi                 | 6.ª (SF1)              | 400 m                  | 56,98 s.               |
| 2018                   | Campeonato Mundial de Atletismo Sub-20            | Tampere                | 6.ª (SF2)              | 800 m                  | 2:06,85 min.           |
| 2018                   | Campeonato Mundial de Atletismo Sub-20            | Tampere                | 8.ª                    | 4 x 400 m relevos      | 3:34,00 min.           |
| 2019                   | Campeonato Europeo de Atletismo Sub-20            | Borås                  | 4.ª                    | 800 m                  | 2:04,12 min.           |
| 2019                   | Campeonato Europeo de Atletismo por Equipos       | Bydgoszcz              | 11.ª                   | 800 m                  | 2:03,95 min.           |
| 2021                   | Campeonato Europeo de Atletismo en Pista Cubierta | Toruń                  | 4.ª                    | 4 x 400 m relevos      | 3:30,32 min.           |
| 2021                   | Campeonato Europeo de Atletismo Sub-23            | Tallin                 | 2.ª                    | 800 m                  | 2:02,07 min.           |
| 2021                   | Campeonato Europeo de Atletismo Sub-23            | Tallin                 | 6.ª                    | 4 x 400 m relevos      | 3:33,52 min.           |
| 2022                   | Juegos Mediterráneos                              | Orán                   | 2.ª                    | 800 m                  | 2:01,40 min.           |
| 2022                   | Campeonato Europeo de Atletismo                   | Múnich                 | 4.ª (H2)               | 800 m                  | 2:04,36 min.           |

### Mejores marcas
| Disciplina                              | Marca        | Lugar    | Fecha                 |
| --------------------------------------- | ------------ | -------- | --------------------- |
| 200 metros lisos (exterior)             | 24,87 s.     | Rieti    | 2 de junio de 2019    |
| 200 metros lisos (pista cubierta)       | 24,71 s.     | Ancona   | 13 de enero de 2019   |
| 400 metros lisos (exterior)             | 52,95 s.     | Grosseto | 12 de junio de 2021   |
| 400 metros lisos (pista cubierta)       | 53,44 s.     | Ancona   | 7 de febrero de 2021  |
| 800 metros lisos (exterior)             | 2:01,40 min. | Orán     | 2 de julio de 2022    |
| 800 metros lisos (pista cubierta)       | 2:05,74 min. | Ancona   | 17 de febrero de 2019 |
| 4 x 400 metros relevos (exterior)       | 3:33,52 min. | Tallin   | 11 de julio de 2021   |
| 4 x 400 metros relevos (pista cubierta) | 3:30,32 min. | Toruń    | 7 de marzo de 2021    |